# Bubba Watson
Gerry Lester "Bubba" Watson, Jr. (Bagdad, Florida, Estados Unidos, 5 de noviembre de 1978) es un golfista profesional estadounidense que compite en el PGA Tour desde 2006. Ha resultado segundo en la lista de ganancias de 2014, cuarto en 2015 y quinto en 2012, logrando un total de ocho victorias y 44 top 10.
Watson ganó dos torneos mayores: el Masters de Augusta de 2012 y 2014, así como el Abierto de San Diego de 2011 y el Abierto de Los Ángeles del 2014, 2016 y 2018. También resultó segundo en el Campeonato de la PGA de 2010, quinto en el Abierto de los Estados Unidos de 2007, segundo en el WGC-Campeonato Cadillac de 2012 y 2014, segundo en el WGC-Bridgestone Invitational 2015, y cuarto en el WGC Match Play de 2011.
Este estadounidense ha aparecido entre los cinco primeros de la clasificación mundial de golfistas durante 25 semanas y entre los diez primeros durante 67 semanas.
Por otra parte, Watson ha jugado tres ediciones de la Copa Ryder con la selección estadounidense, donde obtuvo tres victorias y ocho derrotas. También disputó la Copa de Presidentes de 2011 y 2015, donde ha logrado seis puntos en diez partidos.
Watson es uno de los pocos golfistas zurdos de la gira, y es conocido por su gran estatura (1,91 metros).
El driver más largo en el PGA Tour, en 2007, tuvo un promedio de 315,2 metros y es capaz de generar una velocidad de la bola de 194 kilómetros por hora, siendo uno de los pocos jugadores que pueden golpear una pelota a más de 350 metros.

## Carrera amateur
Watson nació en Bagdad (Florida). En la Escuela Milton en la Florida jugó en el mismo equipo que poco antes había preparado para el PGA Tour a Heath Slocum y Boo Weekley. Jugó al golf para el Faulkner State Community College, en Alabama, donde fue un junior del equipo All-America. Jugó al golf en la Universidad de Georgia en 2000 y 2001; allí ayudó a clasificar a los Bulldogs para un Campeonato de Conferencia del Sureste en el año 2000.

## Carrera profesional
Watson se convirtió en profesional en 2003 y se unió al Nationwide Tour, donde jugó hasta 2005. Terminó 21.º en la lista de ganancias del Nationwide Tour en 2005, convirtiéndose en el último jugador en clasificarse para el PGA Tour de 2006. Como novato en el PGA Tour, ganó 1 019 264 dólares y quedó primero en distancia (292,2 metros) en el PGA Tour. Su drive más largo en el PGA Tour fue de 416 yardas, en el Abierto Sony de 2010. Su drive más largo en la competición profesional es de 422 yardas, en el Nationwide Tour.
Watson jugó bien en el Abierto de Estados Unidos de 2007 en Oakmont. Estaba en el grupo final el sábado, después de anotar rondas de 70 a 71 (+1). Estuvo a un golpe del liderato en el inicio de la tercera ronda, pero luego bajó en la clasificación, anotando 74 (+4) en las rondas tercera y cuarta. Terminó empatado en la quinta posición.
Watson consiguió su primera victoria en el PGA Tour el 27 de junio de 2010, en Cromwell (Connecticut) en el Campeonato Travelers, en un desempate a muerte súbita de dos hoyos, superando a Corey Pavin y Scott Verplank. Watson, con lágrimas en los ojos, dedicó el triunfo a su padre, que luchaba contra el cáncer.
Watson fue segundo por detrás de Martin Kaymer en el PGA Championship de 2010 en Whistling Straits, después de perder en el tercer hoyo del desempate.
Watson tenía su propia línea de ropa llamada "Bubba Golf" en el antiguo Steve & Barry. Fue invitado al programa televisivo The Ellen DeGeneres Show a raíz de haberle enviado a la conductora un vídeo de un truco de tiro de golf, por su cumpleaños.
El 30 de enero de 2011, Watson ganó su segundo torneo de PGA Tour, el Abierto de San Diego, superando a Phil Mickelson por un golpe. Watson consiguió su segunda victoria de la temporada 2011 y el tercer título de su carrera en el PGA Tour el 1 de mayo, cuando derrotó a Webb Simpson en el segundo hoyo de desempate en el Zúrich Classic de Nueva Orleans. En el primer hoyo de desempate, ambos jugadores hicieron birdies. Watson embocó un putt de cuatro metros que le mantuvo en un segundo hoyo de desempate en el que hizo de nuevo un birdie para ganar el torneo, mientras que Simpson solo hizo el par.
En julio de 2011, Watson provocó controversia al criticar al Alstom Open de Francia, en el que estaba jugando por la exención de un patrocinador: después de su primera ronda indicó que no se implicaría en las actividades adicionales en el Tour Europeo, y después de su segunda ronda se quejó sobre la seguridad y la organización del torneo.
Watson tomó parte en el Concurso de Long Drive para la caridad en el Torneo Hyundai de Campeones, junto con Dustin Johnson y Robert Garrigus. Acabó en segundo lugar, con un drive de más de 370 metros de largo, detrás de un golpe de más de 400 metros de Jamie Sadlowski.
Watson ganó el Masters de Augusta de 2012 después de derrotar a Louis Oosthuizen en un desempate a muerte súbita. También fue segundo en el WGC-Campeonato Cadillac y el Travelers Championship, cuarto en el Arnold Palmer Invitational y quinto en el Abierto de Phoenix y el Tour Championship. De esta manera, terminó quinto en la lista de ganancias del circuito estadounidense.
En la temporada 2013 del PGA Tour, Watson consiguió solamente dos cuartos puestos, un quinto y diez top 25, por lo que terminó 44.º en la lista de ganancias.
El estadounidense triunfó en 2014 en el Masters de Augusta y el Abierto de Los Ángeles. Además fue segundo en el Abierto de Phoenix, el WGC-Campeonato Cadillac y el Campeonato BMW, y tercero en el Memorial Tournament. Así, terminó segundo en la lista de ganancias y quinto en la Copa FedEx.
En la temporada 2015, Watson ganó el WGC-HSBC Champions y el Campeonato de Hartford, fue segundo en el WGC-Bridgestone Invitational, el Abierto de Phoenix y el Abierto de Canadá, y tercero en el WGC-Campeonato Cadillac. En los playoffs obtuvo el tercer puesto en el Barclays y el quinto puesto en el Tour Championship. Así, finalizó tercero en la lista de ganancias y quinto en la Copa FedEx.